# Nemeskér
Nemeskér (Namišir, Altedlein) è un comune di 228 abitanti situato nella contea di Győr-Moson-Sopron, nell'Ungheria nordoccidentale.